# Абга
Абга́ (араб. أبها) — місто на південному заході Саудівської Аравії, адміністративний центр провінції Асір. Населення — 450 тисяч осіб (2005).

## Географія
Завдяки унікальному географічному положенню міста для Абги не характерний властивий для Саудівської Аравії клімат. Абга розташована за декілька кілометрів від узбережжя Червоного моря на висоті 2200 метрів та оточена ланцюгом гір. Через це в регіон не проникає розжарене повітря з пустелі, але часто йдуть дощі. М'який клімат зробив Абгу важливим центром туризму в країні.

### Клімат
Місто знаходиться у зоні, котра характеризується кліматом тропічних пустель. Найтепліший місяць — червень із середньою температурою 23.3 °C (74 °F). Найхолодніший місяць — січень, із середньою температурою 13.3 °С (56 °F).
| Клімат Абги             | Клімат Абги | Клімат Абги | Клімат Абги | Клімат Абги | Клімат Абги | Клімат Абги | Клімат Абги | Клімат Абги | Клімат Абги | Клімат Абги | Клімат Абги | Клімат Абги | Клімат Абги |
| Показник                | Січ.        | Лют.        | Бер.        | Квіт.       | Трав.       | Черв.       | Лип.        | Серп.       | Вер.        | Жовт.       | Лист.       | Груд.       | Рік         |
| Абсолютний максимум, °C | 28          | 31          | 27          | 32          | 32          | 37          | 37          | 40          | 35          | 28          | 28          | 28          | 40          |
| Середній максимум, °C   | 18          | 18          | 21          | 23          | 26          | 29          | 29          | 28          | 27          | 24          | 21          | 19          | 23          |
| Середня температура, °C | 13          | 14          | 16          | 18          | 21          | 23          | 23          | 22          | 21          | 18          | 15          | 13          | 18          |
| Середній мінімум, °C    | 8           | 10          | 11          | 12          | 15          | 16          | 17          | 17          | 15          | 11          | 8           | 7           | 12          |
| Абсолютний мінімум, °C  | 0           | 1           | 4           | 6           | 7           | 10          | 12          | 8           | 10          | 1           | 1           | 0           | 0           |
| Днів з опадами          | 3           | 4           | 6           | 7           | 7           | 2           | 5           | 8           | 1           | 2           | 2           | 3           | 50          |
| ----------------------- | ----------- | ----------- | ----------- | ----------- | ----------- | ----------- | ----------- | ----------- | ----------- | ----------- | ----------- | ----------- | ----------- |
| Джерело: Weatherbase    |             |             |             |             |             |             |             |             |             |             |             |             |             |